# 銀行の一覧
銀行の一覧（ぎんこうのいちらん）は、世界の主要な銀行や金融機関の一覧である。この項目では、国、地域ごとにまとめてある。

## 上位10行
2020年1月時点での総資産上位10行を示す。
| 順位 | 銀行名                          | 金額（10億ドル） |
| ---- | ------------------------------- | ---------------- |
| 1    | 中国工商銀行                    | 4,009            |
| 2    | 中国建設銀行                    | 3,400            |
| 3    | 中国農業銀行                    | 3,285            |
| 4    | 中国銀行                        | 2,991            |
| 5    | 三菱UFJフィナンシャル・グループ | 2,784            |
| 6    | JPモルガン・チェース            | 2,533            |
| 7    | HSBCホールディングス            | 2,251            |
| 8    | BNPパリバ                       | 2,235            |
| 9    | バンク・オブ・アメリカ          | 2,281            |
| 10   | クレディ・アグリコル            | 2,117            |

## アジア

### 日本
- 日本銀行（中央銀行）
- みずほ銀行
  - みずほ信託銀行
- 三菱UFJ銀行
  - 三菱UFJ信託銀行
- 三井住友銀行
  - SMBC信託銀行
- りそな銀行
  - 埼玉りそな銀行
- 三井住友信託銀行
- SBI新生銀行
- あおぞら銀行
- ゆうちょ銀行

### 台湾
- 中華民国中央銀行（中央銀行）
- 台湾銀行
- 台湾土地銀行
- 合作金庫銀行
- 第一銀行
- 華南銀行
- 彰化銀行
- 兆豊国際商業銀行
- 京城商業銀行
- 陽信商業銀行
- 中華商業銀行
- 板信商業銀行
- 稻江商業銀行
- 三信商業銀行
- 国泰世華銀行
- 中国信託商業銀行
- 台北富邦銀行
- 台中銀行
- 高雄銀行
- 永豊銀行

### タイ
- タイ銀行（中央銀行）
- アユタヤ銀行
- バンコク銀行
- カシコーン銀行
- キアットナーキン銀行
- クルンタイ銀行
- サイアム商業銀行
- サイアム・シティ銀行
- タイ国イスラーム銀行
- TMB銀行

### マレーシア
- マレーシア中央銀行（中央銀行）
- メイバンク
- CIMB
- AM銀行
- EON銀行
- パブリック銀行
- ホンリョン銀行

### シンガポール
- DBS銀行
- 華僑銀行

### インド
- インド準備銀行（中央銀行）
- インドステイト銀行
- ICICI銀行

### 中国
- 中国人民銀行（中央銀行）
- 国家開発銀行
- 中国銀行
- 中国農業銀行
- 中国建設銀行
- 中国工商銀行
- 交通銀行
- 招商銀行

### 香港
- 香港上海銀行
- 中国銀行香港分行
- スタンダードチャータード銀行
- 東亜銀行
- 恒生銀行

### マカオ
- 大西洋銀行
- 中国銀行マカオ分行
- 匯業銀行

### 韓国
- 韓国銀行（中央銀行）
- 国民銀行
- 新韓銀行…日本国内では、日本法人・SBJ銀行として営業
- ウリィ銀行
- ハナ銀行
- 韓国外換銀行
- 中小企業銀行
- SC第一銀行

### 北朝鮮
- 朝鮮中央銀行（中央銀行）
- 朝鮮貿易銀行
- 華麗銀行

### その他のアジア
- イスラエルの銀行の一覧
- イラクの銀行の一覧
- スリランカの銀行の一覧
- トルクメニスタンの銀行の一覧
- トルコの銀行の一覧
- ブルネイの銀行の一覧
- ベトナムの銀行の一覧
- ミャンマーの銀行の一覧

## アフリカ
- アルジェリアの銀行の一覧
- エリトリアの銀行の一覧
- カーボベルデの銀行の一覧
- ガボンの銀行の一覧
- カメルーンの銀行の一覧
- ガンビアの銀行の一覧
- ギニアの銀行の一覧
- ギニアビサウの銀行の一覧
- コモロの銀行の一覧
- サントメ・プリンシペの銀行の一覧
- シエラレオネの銀行の一覧
- ジブチの銀行の一覧
- スワジランドの銀行の一覧
- 赤道ギニアの銀行の一覧
- セーシェルの銀行の一覧
- ソマリアの銀行の一覧
- チャドの銀行の一覧
- トーゴの銀行の一覧
- ナミビアの銀行の一覧
- ブルキナファソの銀行の一覧
- ブルンジの銀行の一覧
- ボツワナの銀行の一覧
- マダガスカルの銀行の一覧
- マラウイの銀行の一覧
- モーリタニアの銀行の一覧
- リベリアの銀行の一覧
- レソトの銀行の一覧

## オセアニア

### オーストラリア
- オーストラリア準備銀行（中央銀行）
- ナショナルオーストラリア銀行
- オーストラリア・コモンウェルス銀行
- オーストラリア・ニュージーランド銀行
- ウエストパック銀行

### ニュージーランド
- ニュージーランド準備銀行（中央銀行）
- オーストラリア・ニュージーランド銀行

## 北アメリカ

### アメリカ合衆国
- シティバンク…日本国内では、日本法人・ シティバンク、エヌ・エイ東京支店として営業。
- バンク・オブ・アメリカ
- JPモルガン・チェース
- ウェルズ・ファーゴ
- ユニオン・バンク
- ステート・ストリート
- バンク・オブ・ニューヨーク・メロン
- バンク・オブ・ニューヨーク
- シリコンバレーバンク(シリコンバレー銀行)

### カナダ
- カナダ銀行（中央銀行）
- カナディアン・インペリアル商業銀行
- ロイヤル・バンク・オブ・カナダ
- ノバスコシア銀行
- トロント・ドミニオン銀行
- モントリオール銀行
- カナダ・ナショナル銀行
- ローレンシャン銀行
- カナダHSBC銀行

### メキシコ
- バンコ・デ・メヒコ（中央銀行）
- バンカ・ミフェル
- バンカ・アフィルメ
- バンコ・アステカ

## 南アメリカ

### ブラジル
- ブラジル中央銀行（中央銀行）
- ブラジル銀行
- バンコ・ブラデスコ
- イタウ・ウニバンコ
- バンコ・サンタンデール・ブラジル

## ヨーロッパ

### アイスランド
- アイスランド中央銀行（中央銀行）
- カウプシング銀行
- グリトニル銀行
- ランズバンキ銀行

### アイルランド
- アイルランド中央銀行・金融サービス機構（中央銀行）
- アイルランド銀行
- アライド・アイリッシュ銀行
- アルスター銀行

### イギリス
- イングランド銀行（中央銀行）
- HSBCホールディングス
- スタンダードチャータード銀行
- ナショナル・ウエストミンスター銀行
- バークレイズ
- ロイズ・バンキング・グループ
- ロイヤルバンク・オブ・スコットランド

### フランス
- フランス銀行（中央銀行）
- BNPパリバ
- クレディ・アグリコル
- ソシエテ・ジェネラル
- BPCE

### オランダ
- オランダ銀行（中央銀行）
- ラボバンク
- ABNアムロ銀行
- INGグループ

### ベルギー
- ベルギー国立銀行（中央銀行）
- KBCグループ

### ルクセンブルク
- ルクセンブルク中央銀行（中央銀行）

### スペイン
- スペイン銀行（中央銀行）
- サンタンデール銀行
- ビルバオ・ビスカヤ・アルヘンタリア銀行
- カイシャバンク
- サバデル銀行
- バンキア

### イタリア
- イタリア銀行（中央銀行）
- バンカ・ナツィオナーレ・デル・ラヴォーロ
- ウニクレディト
- インテーザ・サンパオロ
- モンテ・デイ・パスキ・ディ・シエナ銀行

### スイス
- スイス国立銀行（中央銀行）
- UBS
- クレディ・スイス
- ピクテ銀行
- ジュリアス・ベア

### ドイツ
- 欧州中央銀行（欧州連合（EU）の中央銀行）
- ドイツ連邦銀行（中央銀行）
- ドイツ銀行
- コメルツ銀行
- M・M・ヴァールブルク&CO
- HSHノルトバンク

### オーストリア
- オーストリア国立銀行（中央銀行）
- エルステ・グループ
- オーストリア銀行

### デンマーク
- デンマーク国立銀行（中央銀行）
- ダンスケ銀行

### ノルウェー
- ノルウェー中央銀行（中央銀行）
- DNB

### スウェーデン
- スウェーデン国立銀行（中央銀行）
- スベンスカ・ハンデルスバンケン
- スカンジナビスカ・エンスキルダ・バンケン
- スウェドバンク

### フィンランド
- フィンランド銀行（中央銀行）
- ノルデア銀行

### ポーランド
- ポーランド国立銀行（中央銀行）
- PKOバンク・ポルスキ

### ロシア
- ロシア中央銀行（中央銀行）
- ロシア銀行
- ロシア貯蓄銀行
- VTB
- アルファ銀行
- ガスプロムバンク

### その他のヨーロッパ
- アルバニアの銀行の一覧
- アンドラの銀行の一覧
- キプロスの銀行の一覧
- ギリシャの銀行の一覧
- チェコの銀行の一覧
- ハンガリーの銀行の一覧
- モンテネグロの銀行の一覧

## 脚註
1. ↑  15 Largest Banks In The World By Total Assets